# Omid Ebrahimi
Omid Ebrahimi (Perso: امید ابراهیمی; Neka, 15 de setembro de 1987) é um futebolista iraniano que atua como meio-campo. Atualmente, joga pelo Esteghlal.

## Carreira
Omid Ebrahimi representou a Seleção Iraniana de Futebol na Copa da Ásia de 2015.